# Ейвъри (окръг, Северна Каролина)
Окръг Ейвъри (на английски: Avery County) е окръг в щата Северна Каролина, Съединени американски щати. Площта му е 640 km², а населението – 17 516 души (2016). Административен център е град Нюленд.